# 上海市立図書館

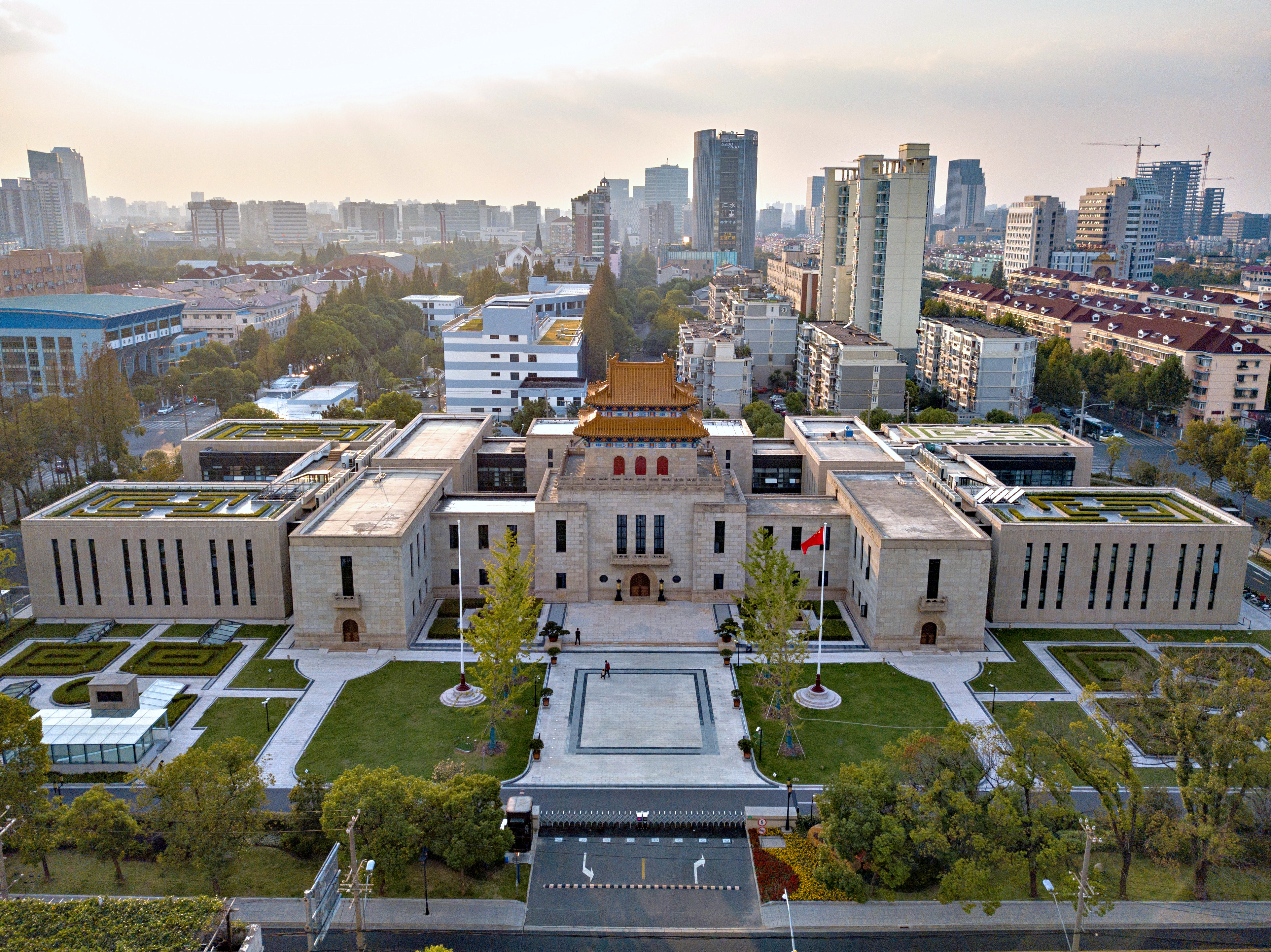
上海市立図書館

上海市立図書館（しゃんはいしりつとしょかん）は、中華民国上海市政府が設立した上海最初の公立図書館である。上海市立図書館は1931年に設立し、最初は上海文廟に位置したが、1936年に江湾に移転した。
上海市立図書館は大上海計画の中核施設である。第二次上海事変中、上海市立図書館は大きなダメージを受けた。図書館の建築は1994年の上海市優秀歴史建築のリスト入りを機に再建され、現在は楊浦区図書館として利用されている。